# I Dream of Christmas
Albums de Norah Jones
Pick Me Up Off the Floor
(2020) Visions
(2024)
Singles
1. Christmas Calling (Jolly Jones)
Sortie : 1er octobre 2021
2. I Dream of Christmas
Sortie : 3 décembre 2021

I Dream of Christmas est le huitième album studio et le premier album de Noël de la chanteuse américaine Norah Jones, sorti le 15 octobre 2021 chez Blue Note Records.

## Accueil critique
Peter Piatkowski, critique de PopMatters, estime que I Dream of Christmas est « comme un baume apaisant dans une période de fêtes qui semble encore troublée » et ajoute : « ce disque est une merveilleuse bande-son pour les festivités à venir et devrait figurer sur la liste de lecture pour la fête de Noël de tout le monde ».

## Liste des titres
| 1.    | Christmas Calling (Jolly Jones)    | Norah Jones                        | 3:20 |
| 2.    | Christmas Don't Be Late            | Ross Bagdasarian                   | 2:40 |
| 3.    | Christmas Glow                     | Jones                              | 2:45 |
| 4.    | White Christmas                    | Irving Berlin                      | 3:05 |
| 5.    | Christmastime                      | - Jones - Leon Michels             | 4:00 |
| 6.    | Blue Christmas                     | - Billy Hayes - Jay W. Johnson     | 3:24 |
| 7.    | It's Only Christmas Once a Year    | Jones                              | 2:04 |
| 8.    | You're Not Alone                   | - Jones - Leon Michels             | 3:52 |
| 9.    | Winter Wonderland                  | - Richard B. Smith - Felix Bernard | 3:32 |
| 10.   | A Holiday with You                 | Jones                              | 2:40 |
| 11.   | Run Rudolph Run                    | - Johnny Marks - Marvin Brodie     | 3:11 |
| 12.   | Christmas Time Is Here             | - Lee Mendelson - Vince Guaraldi   | 3:45 |
| 13.   | What Are You Doing New Year's Eve? | Frank Loesser                      | 4:03 |
| 42:21 |                                    |                                    |      |

| piste bonus de l'édition Target / édition japonaise | piste bonus de l'édition Target / édition japonaise | piste bonus de l'édition Target / édition japonaise | piste bonus de l'édition Target / édition japonaise | piste bonus de l'édition Target / édition japonaise | piste bonus de l'édition Target / édition japonaise | piste bonus de l'édition Target / édition japonaise | piste bonus de l'édition Target / édition japonaise | piste bonus de l'édition Target / édition japonaise | piste bonus de l'édition Target / édition japonaise |
| No                                                  | Titre                                               | Auteur                                              | Durée                                               |                                                     |                                                     |                                                     |                                                     |                                                     |                                                     |
| --------------------------------------------------- | --------------------------------------------------- | --------------------------------------------------- | --------------------------------------------------- | --------------------------------------------------- | --------------------------------------------------- | --------------------------------------------------- | --------------------------------------------------- | --------------------------------------------------- | --------------------------------------------------- |
| 14.                                                 | O Holy Night                                        | Adolphe Adam                                        | 2:18                                                |                                                     |                                                     |                                                     |                                                     |                                                     |                                                     |
| 44:45                                               |                                                     |                                                     |                                                     |                                                     |                                                     |                                                     |                                                     |                                                     |                                                     |

| pistes bonus de l'édition deluxe Amazon | pistes bonus de l'édition deluxe Amazon | pistes bonus de l'édition deluxe Amazon       | pistes bonus de l'édition deluxe Amazon | pistes bonus de l'édition deluxe Amazon | pistes bonus de l'édition deluxe Amazon | pistes bonus de l'édition deluxe Amazon | pistes bonus de l'édition deluxe Amazon | pistes bonus de l'édition deluxe Amazon | pistes bonus de l'édition deluxe Amazon |
| No                                      | Titre                                   | Auteur                                        | Durée                                   |                                         |                                         |                                         |                                         |                                         |                                         |
| --------------------------------------- | --------------------------------------- | --------------------------------------------- | --------------------------------------- | --------------------------------------- | --------------------------------------- | --------------------------------------- | --------------------------------------- | --------------------------------------- | --------------------------------------- |
| 14.                                     | I Dream of Christmas                    | - Jones - Michels                             | 3:22                                    |                                         |                                         |                                         |                                         |                                         |                                         |
| 15.                                     | The Christmas Waltz                     | - Sammy Cahn - Jule Styne                     | 3:17                                    |                                         |                                         |                                         |                                         |                                         |                                         |
| 16.                                     | Last Month of the Year                  | - Vera Hall - Ruby Pickens Tartt - Alan Lomax | 2:51                                    |                                         |                                         |                                         |                                         |                                         |                                         |
| 17.                                     | I'll Be Home for Christmas              | - Buck Ram - Kim Gannon - Walter Kent         | 4:10                                    |                                         |                                         |                                         |                                         |                                         |                                         |
| 56:01                                   |                                         |                                               |                                         |                                         |                                         |                                         |                                         |                                         |                                         |

| 14. | Last Month of the Year                                                     | - Hall - Pickens Tartt - Lomax | 2:51 |
| 15. | I'll Be Home for Christmas                                                 | - Ram - Gannon - Kent          | 4:10 |
| 16. | The Christmas Waltz                                                        | - Cahn - Styne                 | 3:17 |
| 17. | O Holy Night                                                               | Adam                           | 2:18 |
| 18. | I Dream of Christmas                                                       | - Jones - Michels              | 3:22 |
| 19. | Have Yourself a Merry Little Christmas                                     | - Ralph Blane - Hugh Martin    | 4:16 |
| 20. | Christmas in My Soul / Christmastime (Live from The Empire State Building) | - Laura Nyro - Jones - Michels | 4:49 |
| 21. | Run Rudolph Run (Live from The Empire State Building)                      | - Marks - Brodie               | 3:16 |
| 22. | Blue Christmas (Live from The Empire State Building)                       | - Billy Hayes - Johnson        | 3:46 |
| 23. | You're Not Alone (Live from The Empire State Building)                     | - Jones - Michels              | 3:38 |
| 24. | Christmas Calling (Jolly Jones) (Live from The Empire State Building)      | Jones                          | 3:15 |

## Classements
| Classement (2021–22)              | Meilleure position |
| --------------------------------- | ------------------ |
| Allemagne (Media Control AG)      | 35                 |
| Australie (ARIA)                  | 16                 |
| Australie (Jazz and Blues Albums) | 1                  |
| Autriche (Ö3 Austria Top 40)      | 6                  |
| Belgique (Flandre Ultratop)       | 79                 |
| Belgique (Wallonie Ultratop)      | 38                 |
| Canada (Canadian Albums)          | 72                 |
| Écosse (OCC)                      | 89                 |
| États-Unis (Billboard 200)        | 100                |
| États-Unis (Top Holiday Albums)   | 4                  |
| États-Unis (Top Jazz Albums)      | 4                  |
| France (SNEP)                     | 113                |
| Japon (Oricon)                    | 29                 |
| Pays-Bas (Mega Album Top 100)     | 41                 |
| Portugal (AFP)                    | 39                 |
| Suisse (Schweizer Hitparade)      | 20                 |

| Classement (2021)                 | Position |
| --------------------------------- | -------- |
| Australie (Jazz and Blues Albums) | 7        |
| Autriche (Ö3 Austria Top 40)      | 61       |

| Classement (2022)                 | Position |
| --------------------------------- | -------- |
| Australie (Jazz and Blues Albums) | 20       |
| États-Unis (Top Jazz Albums)      | 18       |

## Historique de sortie
| Pays   | Date            | Édition  | Format                            | Label     | Réf.   |
| ------ | --------------- | -------- | --------------------------------- | --------- | ------ |
| Divers | 15 octobre 2021 | Standard | - CD - téléchargement - streaming | Blue Note | [ 25 ] |
| Divers | 21 octobre 2022 | Deluxe   | - CD - téléchargement - streaming | Blue Note | [ 26 ] |